# Buchenwald östlich Krumbach
Buchenwald östlich Krumbach este o arie protejată (arie specială de conservare — SAC, sit de importanță comunitară — SCI) din Germania întinsă pe o suprafață de 184,64 ha, integral pe uscat.

## Localizare
Centrul sitului Buchenwald östlich Krumbach este situat la coordonatele 48°16′16″N 10°23′31″E / 48.2711°N 10.3919°E.

## Înființare
Situl Buchenwald östlich Krumbach a fost declarat sit de importanță comunitară în martie 2001 pentru a proteja 1 specie de animale. Situl a fost protejat și ca arie specială de conservare în aprilie 2016.

## Biodiversitate
Situată în ecoregiunea continentală, aria protejată conține 2 habitate naturale: Păduri de fag Luzulo-Fagetum, Păduri de fag Asperulo-Fagetum.
La baza desemnării sitului se află o specie protejată de  mamifere: liliac cu urechi mari (Myotis bechsteinii).